# Leon Russell (Álbum)
Leon Russell es el álbum en solitario por el cantante, compositor, y multinstrumentista Leon Russell, quién también fue el productor junto a Denny cordell, con la discográfica Shelter Records.
Siguió su debut con el Midnight String Quartet y una producción de Russell y Marc Benno anunciada como Asylum Choir.
«A song for you», escrito por Russell para este álbum,es una súplica lenta y dolorosa de perdón y comprensión de un amante alejado, la melodía es una de las composiciones más conocidas de Russell. Ha sido interpretada y grabada por más de 200 artistas, que abarcan muchos géneros musicales. Elton John ha calificado la canción de un clásico estadounidense.
El 17 de enero, «A Song for you» fue añadida a Grammy Sala de Fama.

## Listado de pistas
Todas las pistas compuestas por Leon Russell excepto donde se indique. 
1. «A song for you» - 4:08
2. «Dixie Lullaby» (Russell, Chris Stainton ) - 2:35
3. «I put Spell on You» - 4:12
4. «Shoot Out on the Plantation» - 3:13
5. «Hummingbird» - 4:02
6. «Delta Lady» - 4:05
7. «Prince of Peace» (Russell, Greg Dempsey) - 3:05
8. «Give Peace a Chance» (Russell, Bonnie Bramlett ) - 2:23
9. «Hurtsome Body» - 3:39
10. «Pisces Apple Lady» - 2:53
11. «Roll Away the Stone» (Russell, Dempsey) - 3:10

La reedición en CD contiene las siguientes pistas extras:
1. «Masters of War» (Bob Dylan) - 1:24
2. «New Sweet Home Chicago» (Russell, Marc Benno) - 3:11
3. «Jammin 'with Eric» (Russell, Eric Clapton) - 4:14
4. «Niña india» - 4:08
5. «Shoot Out on the Plantation» (versión para piano) - 3:31
6. « » (Mick Jagger, Keith Richards) - 4:16

## Personal
- Leon Russell – piano, Guitarra eléctrica, Bajo eléctrico, Voz (música)
- Buddy Harman – Tambores
- Klaus Voormann – Bajo eléctrico, pista 13[3]
- Mick Jagger – vocals
- George Harrison – la Guitarra, pistas 2,4,9[4]
- Ringo Starr - Los tambores, pistas2,4,9
- Alan Spenner – Bajo eléctrico
- Charlie Vatios – tambores, pista 11
- Bill Wyman – Bajo eléctrico, pista 11
- Delaney Bramlett – guitarra
- Eric Clapton – guitarra, sigue 7,13,14
- Jim Cuerno – Saxofón
- Bonnie Bramlett – Voz (música)
- Steve Winwood – teclados, pista 11
- Jim Gordon – Tambor
- Chris Stainton – teclados, pistas 2,9
- B.J. Wilson – tambores, pista 9
- Joe Cocker – Voz (música)
- Clayton alegre – Voz (música)
- Jon Hiseman – tambores, pista 13

Técnicos
- Leon Russell - productor
- Denny Cordell - productor
- Glyn Johns - ingeniero, mezcla
- Tom Wilkes - diseño
- Jim McCrary - fotografía